# Zarafshon (rivier)
De Zarafshon (ook geschreven als Zerafshan, Zarafsjon, Perzisch: زرافشان, Tadzjieks: Зарафшондарё, Zarafshondarjo, Oezbeeks: Zarafshon, زېرەۋشان, van het Perzische woord زرافشان, Zar-afšān, "verstrooier van goud", in de bovenloop Matcha, in de benedenloop Qorakoʻldarya genoemd) is een rivier in Tadzjikistan en Oezbekistan. In de oudheid was het een zijrivier van de Amu Darja, maar tegenwoordig bereikt het deze niet meer door het gebruik van irrigatiewater. De rivier verdeelt zich in zijtakken in de oases van Boechara en Qorakoʻl. De Zarafshon irrigeert land met een rijke culturele geschiedenis.

## Algemene beschrijving
De huidige lengte van de rivier is 877 km; de lengte tot aan de Qorakoʻl-oase, waar de Zarafshon zich in takken splitst, is 803 km. De totale oppervlakte van het stroomgebied bedraagt 41.860 km², waarvan het bergachtige deel 17.710 km² beslaat. De gemiddelde waterstroom op lange termijn, gemeten beneden de monding van de Moghijondarjo, bedraagt 162 m³/s, de hoogste gemiddelde jaarlijkse stroom werd waargenomen in 1973 (201 m³/s), de laagste in 1957 (112 m³/s). De rivier is het volst in juli (250–690 m³/s) en het minst vol in maart (28–60 m³/s). De absolute minimale waterstroom werd geregistreerd op 31 januari 1928 (24 m³/s), de absolute maximale op 31 mei 1964 (996 m³/s).
Via het Eski anhor-kanaal is het verbonden met de Qashqadaryo, en via het Iskityuyatartar-kanaal is het verbonden met de Sangzor, die het met zijn water voedt.
Om het water van Zarafshon effectief te kunnen gebruiken werden de Kattaqoʻrgʻon en Quyimozor-stuwmeren en een aantal waterkrachtcentrales gebouwd.

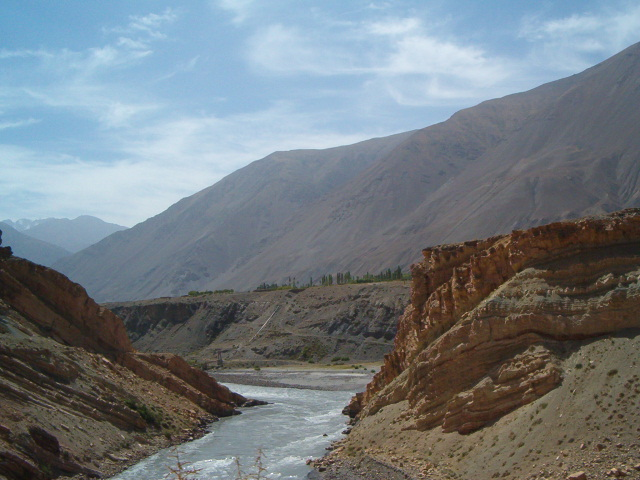
de Zarafshon (Matcha) nabij het dorp Ajni

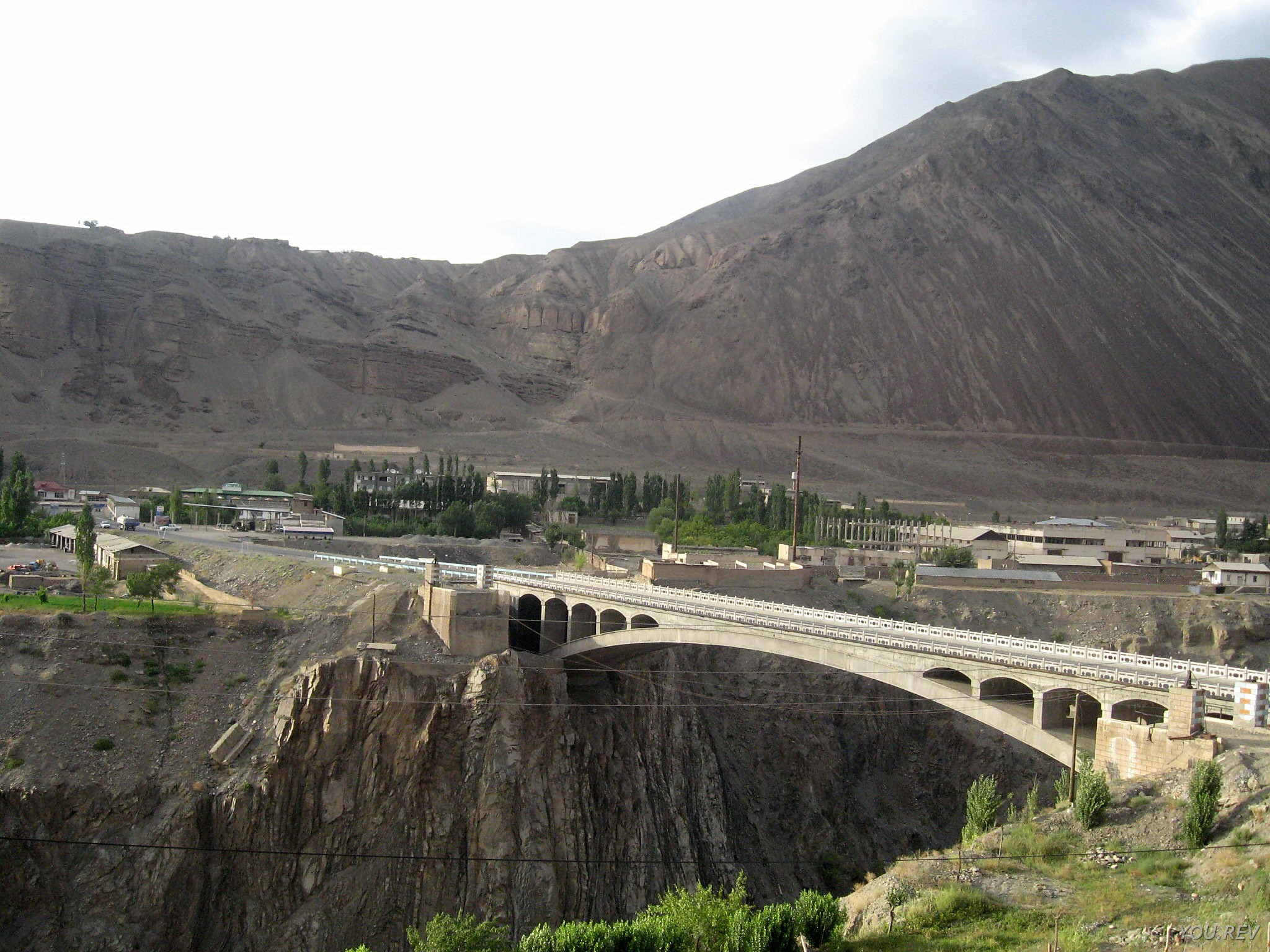
brug over de Zarafshon (Matcha) in het dorp Ajni

## Loop

### Matcha
De Zarafshon vindt zijn oorsprong in de Zarafshongletsjer in de Koksu-pas, gevormd door de verbinding van de Turkestan- en Zarafshon-gebergten, op een hoogte van 2775 m. Het eerste deel van de route, ongeveer 300 km lang, loopt door een smalle en diepe vallei, waarvan de bovenste 200 km de rivier Matcha wordt genoemd. De Matcha stroomt tussen het Turkestangebergte (in het noorden) en het Zarafsjongebergte (in het zuiden) en heeft een stroomgebied van 4.650 km². Aan de linkerkant (zuiden) ontspringen de belangrijke zijrivieren Fandarja, Kshtut en Moghijondarjo.
De gemiddelde jaarlijkse waterstroom in dit gebied schommelt tussen 58 en 108 m³/s. De Matcha staat vol met water in juli en augustus, wanneer de waterstroom toeneemt tot 479 m³/s, en laag in april, wanneer de waterstroom afneemt tot 11 m³/s.
Bij de samenvloeiing met de Moghijondarjo krijgt het de naam Zarafshon.

### Middenloop

#### Tot Samarkand
Nadat de Zarafshon door het grondgebied van Tadzjikistan naar het westen tot aan Pandzjakent is getrokken, gaat de rivier naar het noordwesten. Beneden Pandzjakent begint een vlak gedeelte van de rivier, waarna geen enkele significante zijrivier in de Zarafshon meer uitmondt.
Voorbij Pandzjakent kruist de Zarafshon de grens met Oezbekistan. Op het kruispunt met de grens staat het waterkrachtcomplex Boven-Zarafshon (Ravotxo'ja-dam). Hier begint het Aylan'ma Darg'omkanaal. Onder de dam vormt de Zarafshon een oase waarin Samarkand ligt.

#### Oqdaryo en Qoradaryo
In de regio Samarkand, bij de waterkrachtcentrale Samarkand, splitst de rivier zich in de Oqdaryo (noordelijke) en Qoradaryo (zuidelijke) takken, waartussen het eiland Miyonqol ligt. De twee kanalen komen weer samen nabij de stad Yangirabot. De hydraulische constructie geeft ook aanleiding tot de belangrijkste irrigatiesystemen Kurbanabad (met een debiet van 25 m³/s) en het Centrale Miyonqol-kanaal (met een debiet van 70 m³/s). Op km 57 van de Qoradaryo-tak bevindt zich het Damhoja-waterkrachtcomplex, van waaruit het toevoerkanaal van het Kattaqoʻrgʻon-reservoir (met een stroomsnelheid van 100 m³/s), de Narpay-kanalen (met een stroomsnelheid van 56 m³/s) en het Miyonqol-Xatirchi-kanaal (met een stroomsnelheid van 54 m³/s) ontspringen.

#### Na de samenstroming
De Zarafshon irrigeert grote droge gebieden via Kattaqoʻrgʻon, stroomt naar de stad Navoiy en buigt dan af naar het zuidwesten. De Zarafshon voedt de oase van Boechara en is de enige waterader.
In de regio's Boechara en Navoiy levert de Zarafshon water aan een aantal irrigatiesystemen. Grote waterinlaten worden uitgevoerd bij vijf waterkrachtcentrales: Karmana, Navoiy, Shofirkon, Xarxur en Duaba.

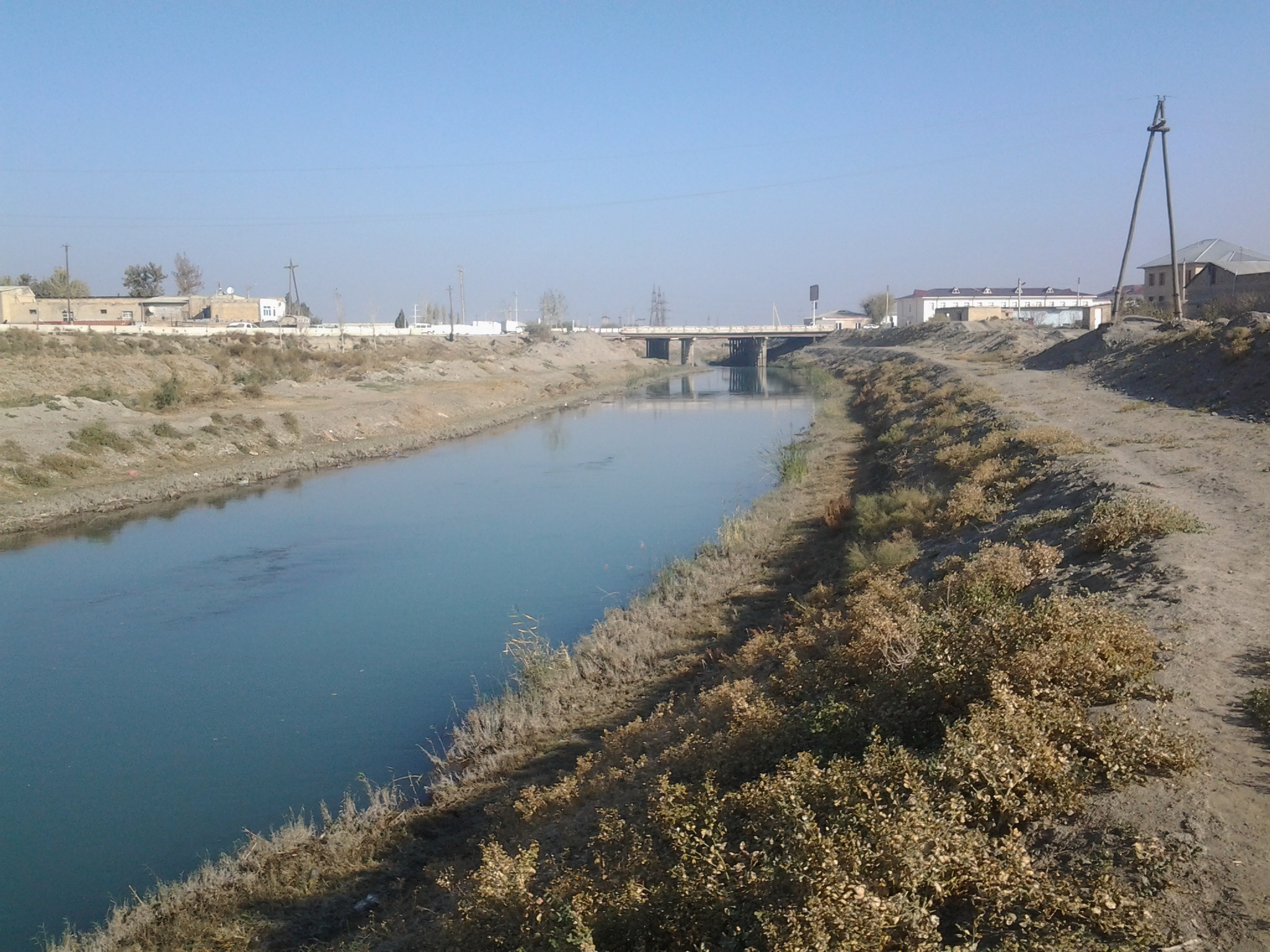
Centrale Boechara-collector (gekanaliseerde Zarafshon) nabij Jondor

### Qorakoʻldarya
Na het waterkrachtcomplex van Duaba wordt de rivier Qorakoʻldarya genoemd.
In 1971 werden de benedenloop van de rivier Zarafshon (afkomstig van het waterkrachtcentrale Duaba) gekanaliseerd, verbreed en verdiept. Het nieuwe kanaal kreeg de naam Centrale Boechara-collector. Langs het eerste deel van de collector zijn sporen bewaard gebleven van de oude, kronkelende rivierbedding van de Qorakoʻldarya, waar af en toe water beschikbaar is.
Het water van de Centrale Boechara-collector stroomt de Moxoncho'l-collector in. Nabij Moxon splitst de rivierbedding van de Zarafshon zich af van het kunstmatige verzamelgebied en loopt verder richting de Qorakoʻl-oase.

### Deltatakken
In de Qorakoʻl-oase deelt de Zarafshon zich in een aantal kleine zijtakken: Taykyr, Sarybazar, Gurdush en Uy'gur, die in de loop van de economische activiteit werden omgevormd tot kanalen. De distributie van het water van de Zarafshon via de kanalen vond aanvankelijk plaats op 3 km van de stad Qorakoʻl, en de Taykyr- en Sarybazar-kanalen werden gevormd uit de onderliggende verdeling van het kanaal in tweeën. Na de aanleg van het Amu-Qorakoʻl-kanaal werden de voormalige zijtakken van de Zarafshon hiermee verbonden. Momenteel worden ze voornamelijk gevoed door het Amu Darja-water, hoewel de mogelijkheid bestaat om Zarafshon-water te ontvangen.
De bedding van de Taykyr, de hoofdtak van de Zarafshon, strekt zich uit tot het Dengizko'l-meer. Tegenwoordig ligt de Taykyr praktisch uitgedroogd; Alleen in de winter en de lente wordt overtollig irrigatiewater via de rivier afgevoerd. Tijdens de overstromingsperiode stroomt de Taykyr de Dengizko'l in. De Sarybazar-arm stroomt door de Qorakoʻl-oase en droogt op.
In het verre verleden was de Zarafshon een zijrivier van de Amu Darja, waarmee hij via het laagste kanaal, de Taykyr, in verbinding stond.

## Geschiedenis en betekenis
Aan de linkeroever van de rivier de Zarafshon, 15 km ten westen van het regionale centrum Pandzjakent, ligt de oude nederzetting Sarazm uit de kopertijd (4e-2e millennium v.Chr.), de eerste Werelderfgoedlocatie in Tadzjikistan.
Er zijn nederzettingen bekend uit het neolithicum: de oude site van Zamonbobo, 27 km ten noordwesten van de stad Qorakoʻl, de nederzettingen van Hazorasp (2e-3e eeuw) en Kumushkent (1e-5e eeuw). De stad Samarkand werd rond 700 voor Christus aan de oevers van de rivier gesticht. De naam is van Perzische oorsprong en geeft aan dat men al sinds de oudheid bekend is met het goudhoudende zand in de bovenloop van de rivier.
De Romeinse schrijver Curtius Rufus, die leefde in de 1e eeuw na Christus, noemde in zijn werken de rivier met het Griekse woord "Polytimetus", wat veel controverse veroorzaakte. Deze naam, zoals Strabo ooit opmerkte, werd aan de rivier gegeven door de Macedoniërs en werd vertaald als "zeer vereerd". Waarschijnlijk is dit een vertaling uit het lokale dialect, aangezien de Grieken zich nauwelijks met de verering van rivieren in Centraal-Azië bezighielden. Chinese geschiedschrijvers hielpen dit te begrijpen door de rivier "Nami" te noemen, wat afkomstig is van de Pahlavi-naam "Namik", dat wil zeggen "nobel", "vereerd" (het oude Perzisch "Nemachja") en overeenkomt met de Griekse "Polytimetus".
Ali-Shir Nava'i noemt de rivier waaraan Samarkand is gebouwd de Ko’hak.
Ondanks het feit dat de rivier kleiner en minder bekend is dan de Amu Darja en Syr Darja, is hij van groot economisch belang, vooral op het gebied van irrigatie.
- Gemeinsame Normdatei: 1025552326
- Library of Congress Control Number: sh88002241
- Nationale Bibliotheek van Israël: 987007536706205171
- Virtual International Authority File: 254020381